# Cristina Mitola
Cristina Mitola (Roma, 8 giugno 1976) è un'allenatrice di calcio ed ex calciatrice italiana, di ruolo difensore.
Nel corso della sua carriera da giocatrice ha ricoperto il ruolo di difensore centrale in diverse società del campionato italiano femminile di calcio: Fiamma Bari, Pisa, Calcio Femminile Milan, C.F. Lugo, C.F. Tradate – Varese, Fiammamonza, Termoli, U.S. Vigor Senigallia, C.F. Monti del Matese, Jesina e Pink Sport Time.

## Biografia
È nata a Roma da padre romano e madre barese ed è laureata in Lettere e Filosofia presso l'Università di Pisa (2003).

## Carriera

### Giocatrice
Si appassiona allo sport in generale sin da giovanissima, praticando contemporaneamente numerosi sport compreso il calcio. Nel 1988 comincia il suo percorso con una società di calcio femminile la Fiamma Bari.
Nella stagione 1990-1991 esordisce in serie B dove contribuirà alla promozione in Serie A. Il Club rinuncerà a partecipare al Campionato cadetto, ripartendo l'anno successivo dalla Serie D.
La calciatrice si trasferirà nella stagione 1996-1997 al Pisa Fotoamatore con cui esordirà in Serie A e arriverà, inoltre, la prima convocazione in Under-21 a cui non potrà rispondere per un grave infortunio.
Nell'estate 1997 arriva la chiamata del Milan, con il quale disputerà il Campionato 1997-1998 e conquisterà la Coppa Italia e la Supercoppa Italiana.
Nel campionato 1998-1999 gioca nelle file del Lugo sempre in Serie A.
Il C.F. Tradate – Varese, neopromosso in Serie A, sarà il club della stagione 1999-2000 e da qui si trasferirà al Fiammamonza nella stagione successiva.
Nella stagione 2001-2002 accetterà di disputare il campionato di Serie B con il Termoli, avvicinandosi a casa, con l'obiettivo della promozione in Serie A, nei fatti raggiunto.
A seguito della modifica del format dei campionati femminili, nella stagione 2002-2003 giocherà con la U.S. Vigor Senigallia in Serie A2, conquistando la promozione in Serie A. Ancora un trasferimento nella stagione 2003-2004 alla società C.F. Monti del Matese, squadra con la quale otterrà prima la promozione in A2 e l'anno successivo (stagione 2004-2005) nel massimo campionato. Nuovo format dei campionati e un'altra stagione (2005-2006) in serie B con la maglia della Jesina Calcio Femminile. Al termine della stagione decide di ritirarsi dal calcio giocato e torna a Bari, dove vive la sua famiglia. Dopo un anno di stop accetta la proposta della Pink Sport Time e ritorna a calcare i campi della serie C.Giocherà con la stessa società sino alla stagione 2014-2015, contribuendo nella stagione 2013-2014 alla storica promozione in serie A della squadra della sua città. Lo storico risultato, è stato riconosciuto dall'Unione Nazionale Veterani dello Sport – Sezione “Francesco Martini” di Bari che l'ha eletta “Atleta dell'Anno 2014” nella seduta del 26 novembre 2014 (premio conferito dal Presidente benemerito dell'associazione Franco Castellano e da Pietro Petruzzelli assessore allo Sport del Comune di Bari).

### Allenatrice
Nel 2015 ha terminato la carriera agonistica di calciatrice e ha intrapreso quella di allenatore ottenendo la qualifica di Allenatore Dilettante e l'anno successivo quella di Allenatore di base (Diploma B UEFA).
In questi anni, oltre al ruolo di allenatore, ha rivestito anche quello di selezionatore della Rappresentativa Regionale C.F. Under 15 e Under 23 per la Lega Nazionale Dilettanti del Comitato Provinciale di Trento per la stagione 2015-2016 e dal 2016 della Rappresentativa Regionale C.F. Under 23 – L.N.D. Comitato Provinciale Trento; nel 2016 è stata nominata Responsabile del Calcio Femminile della F.I.G.C. Comitato Provinciale di Trento.
Allo stesso tempo ha allenato anche le squadre maschili delle categorie pulcini, esordienti e giovanissimi per la società Us Vallagarina e nella stagione 2017-2018 è stata Vice allenatore della squadra maschile categoria allievi della AC Trento.
L'esperienza come allenatrice nel calcio maschile prosegue anche nella stagione 2018-2019 per la società di Seconda Categoria Unione Sportiva Riva del Garda.
Nel 2019 segue e supera brillantemente il corso FIGC per diventare Allenatore professionista di seconda categoria con la qualifica UEFA A.
Nella stagione 2019 torna alla Pink Sport Time, società che l'aveva già vista come giocatrice, con il ruolo di vice allenatore della prima squadra in Serie A 2019-2020 subentrando in corso come allenatore in prima, ruolo che manterrà anche la stagione successiva 2020-2021.
Nella stagione 2021-2022 guida la squadra in Serie B e vive, a fine stagione, la cessione del titolo del Club; deciderà comunque di rimanere, l'anno successivo, nella compagine societaria ripartendo dai settori giovani di cui diviene il Responsabile Tecnico.